# Cytheromorpha curta
Cytheromorpha curta är en kräftdjursart som beskrevs av Edwards 1944. Cytheromorpha curta ingår i släktet Cytheromorpha och familjen Loxoconchidae. Inga underarter finns listade i Catalogue of Life.